# AFC Eskilstuna
Az AFC Eskilstuna, teljes nevén Athletic Football Club Eskilstuna egy svéd labdarúgócsapat, Eskilstuna városában. Jelenleg a svéd másodosztályban szerepel. A klubot 2004-ben alapították. Az első osztályban 2017-ben szerepelt először.
Hazai mérkőzéseiket a 7800 fő befogadására alkalmas Tunavallenben játsszák.

## Története
1990-ben az olasz születésű Alessandro Catenacci, aki elnevezte a klubot a Café Operáról és így lett a neve az egyesületnak FC Café Opera. Ekkor a 8. osztályban indultak, majd csak 9 évvel később szerepeltek a másodosztályban. 2005-ben a stockholmi FC Café Opera United és a Väsby IK egyesült. Ezzel a másodosztályban a legfiatalabb klub lettek. 2012 végén az Athletic FC is beolvadt a klubba és így jött létre az AFC United.

## Jelenlegi keret
2021. augusztus 11. szerint.
| #  |     | Poszt | Név                                |
| -- | --- | ----- | ---------------------------------- |
| 1  | NED | K     | Nick Wolters                       |
| 2  | FIN | V     | Robin Tihi (kölcsönben az AIK-tól) |
| 3  | SWE | V     | Abdelkarim Chaouche                |
| 4  | SWE | V     | Tim Hartzell                       |
| 5  | SWE | V     | Pontus Rödin                       |
| 7  | SWE | KP    | Adam Larsson                       |
| 8  | SWE | KP    | André Alsanati                     |
| 9  | ENG | CS    | Ashley Coffey                      |
| 10 | SWE | CS    | Marwan Baze                        |
| 11 | NGR | CS    | Aliyu Yakubu                       |
| 14 | SWE | KP    | Albin Linnér                       |
| 15 | SWE | V     | Victor Fors                        |
| 16 | SWE | V     | York Rafael                        |
| 17 | KOS | KP    | Ismet Lushaku                      |
| 18 | SWE | KP    | Filip Siljander                    |

| #  |     | Poszt | Név                                        |
| -- | --- | ----- | ------------------------------------------ |
| 19 | SWE | CS    | Alexander Ahl Holmström                    |
| 20 | GHA | KP    | Lawson Sabah                               |
| 21 | SWE | V     | Jesper Manns                               |
| 22 | BFA | KP    | Blati Touré                                |
| 23 | JPN | KP    | Takahasi Kazuki                            |
| 24 | SWE | CS    | Viktor Götesson                            |
| 26 | SWE | V     | Robert Åstedt                              |
| 31 | USA | K     | Josh Wicks                                 |
| 44 | CIV | V     | Abdel Diarra                               |
| 90 | SWE | K     | Noel Törnqvist (kölcsönben a Mjällbytől)   |
| 99 | SWE | CS    | Omar Jemal                                 |
| —  | MLI | K     | Makan Keita                                |
| —  | UKR | K     | Andriy Chekotun                            |
| —  | LBN | V     | Felix Michel Melki (kölcsönben az AIK-tól) |

## Sikerek
- Division 1 Norra:
  - Bajnok: 2014
  - Ezüstérmes: 2007, 2011

- Superettan:
  - Ezüstérmes: 2016

## Külső hivatkozások
- Hivatalos honlapja